# Murumanga
Murumanga är ett periodiskt vattendrag i Burundi.   Det ligger i provinsen Cankuzo, i den östra delen av landet, 150 km öster om huvudstaden Bujumbura.
I omgivningarna runt Murumanga växer huvudsakligen savannskog. Runt Murumanga är det ganska tätbefolkat, med 78 invånare per kvadratkilometer.